# Schistura menanensis
Schistura menanensis är en fiskart som först beskrevs av Smith, 1945.  Schistura menanensis ingår i släktet Schistura och familjen grönlingsfiskar. IUCN kategoriserar arten globalt som otillräckligt studerad. Inga underarter finns listade i Catalogue of Life.